# Scharaf Chatun al-Turkiyya
Scharaf Chatun al-Turkiyya (geb. im 11. Jahrhundert; gest. am 27. Dezember 1211) war eine türkischstämmige Sklavin und Konkubine des Abbasiden-Kalifen al-Mustadī' (1142–1180, reg. 1170–1080).

## Leben
Scharaf Chatun kam als Sklavin in Besitz des Abbasiden-Kalifen al-Mustadī' (1142–1180, reg. 1170-1080), dem sie einen Sohn, Abu Mansur Hashim, gebar. Später wurde sie aus der Sklaverei freigelassen, was vermutlich nach dem Umm-al-Walad-Prinzip geschah, nachdem eine Sklavin, die ihrem Herrn ein Kind geboren hat, nach dessen Tod freigelassen wurde. Scharaf Chatun überlebte sowohl ihren Gatten als auch ihren Sohn.

## Rezeption
Der irakisch-abbasidische Historiker Ibn al-Sa'i (1197–1276) beschrieb sie in seinem Werk Die Frauen der Kalifen als „fromme Frau“.